# Сан Херман (Порторико)
Сан Херман (шп. San Germán) је општина у америчкој острвској територији Порторико, острвској држави Кариба.

## Демографија
По попису из 2010. године број становника је 35.527, што је 1.578 (-4,3%) становника мање него 2000. године.
| Група             | 2000.          | 2010.          |
| Белци             | 258 (0,7%)     | 210 (0,6%)     |
| Афроамериканци    | 1.364 (3,7%)   | 1.989 (5,6%)   |
| Азијати           | 47 (0,1%)      | 41 (0,1%)      |
| Хиспаноамериканци | 36.722 (99,0%) | 35.252 (99,2%) |
| Укупно            | 37.105         | 35.527         |